# 第28回全日本女子サッカー選手権大会
第28回全日本女子サッカー選手権大会（だい28かいぜんにほんじょしさっかーせんしゅけんたいかい）は、2006年12月10日から2007年1月1日にかけて行われた全日本女子サッカー選手権大会。

## 概要
日本女子サッカーリーグ（なでしこリーグ（←L・リーグ）16チーム）を含む32チームの参加であったが、第15回アジア競技大会ドーハ2006が12月1日から12月15日まで開催された関係から、なでしこリーグディビジョン2(Div.2)のチームは2回戦から、なでしこリーグディビジョン1(Div.1)のチームは3回戦からの参加となった。
3回戦ではmocなでしこリーグ2006入れ替え戦でも対戦したスペランツァF.C.高槻（Div.1・7位）と大原学園JaSRA女子サッカークラブ （Div.2・2位）の試合で大原が勝利したほかはDiv.1のチームが勝利。続く準々決勝では前大会と同じく日テレ・ベレーザ、浦和レッドダイヤモンズ・レディース、TASAKIペルーレFC、岡山湯郷Belleが勝利し準決勝に駒を進めた。
準決勝では浦和レッドダイヤモンズ・レディースがTASAKIペルーレFC相手にリードしては追いつかれる展開。延長後半にレッズが得点するも前大会から延長Vゴール方式が廃止されたためその後追いつかれてPK戦となり、MFが急遽GKを務めたペルーレがレッズを抑えて2年連続での決勝進出を決めた。一方のベレーザは、湯郷が前半早々に挙げた1点を守りきられ5大会連続での決勝進出を阻まれることになった。
決勝戦に初進出した湯郷に対し、2大会連続7度目のペルーレは試合を優位に進め、2点をあげて3大会ぶり4度目の優勝を果たした。

## 成績
- 優勝：TASAKIペルーレFC
- 準優勝：岡山湯郷Belle
- 第3位：浦和レッドダイヤモンズ・レディース、日テレ・ベレーザ

## 出場チーム

### 日本女子サッカーリーグ
(mocなでしこリーグ2006成績順)
L・リーグ1部
- 日テレ・ベレーザ
- 浦和レッドダイヤモンズ・レディース
- TASAKIペルーレFC
- 岡山湯郷Belle
- INACレオネッサ
- 伊賀フットボールクラブくノ一
- スペランツァF.C.高槻
- 東京電力女子サッカー部マリーゼ

L・リーグ2部
- アルビレックス新潟レディース
- 大原学園JaSRA女子サッカークラブ
- 福岡J・アンクラス (←福岡女学院FCアンクラス)
- ジェフユナイテッド市原・千葉レディース
- ASエルフェン狭山FC
- バニーズ京都サッカークラブ (←宝塚バニーズレディースサッカークラブ)
- 清水第八スポーツクラブ
- ルネサンス熊本フットボールクラブ

### 北海道地域
- FC adooma

### 東北地域
- 聖和学園高校女子サッカー部
- 常盤木学園高等学校

### 関東地域
- 早稲田大学体育局ア式蹴球部女子
- 神奈川大学女子サッカー部
- 日テレ・メニーナ

### 北信越地域
- 福井工業大学附属福井高等学校

### 東海地域
- 藤枝順心高等学校サッカー部
- 名古屋FCレディース

### 関西地域
- 日ノ本学園高等学校
- 大阪体育大学女子サッカー部

### 中国地域
- 吉備国際大学女子サッカー部
- F.C RE'VE

### 四国地域
- リベルタ徳島FC

### 九州地域
- 神村学園高等部女子サッカー部
- 鹿児島鴨池フットボールクラブアサヒナ

## 開催方式

### 試合規定
- 試合時間
  - 1～3回戦:80分 (40分ハーフ)
  - 準々決勝以降:90分 (45分ハーフ)
- 規定時間内に決しない場合
  - 1回戦～準決勝:20分（10分ハーフ）の延長戦→決しない場合はPK戦
  - 決勝戦:延長戦なしでPK戦
- 登録選手
  - 参加申込選手:25名
  - ベンチ入り:16名
  - 交代出場:3名
- 入場料 
  - 1回戦～3回戦:無料
  - 準々決勝、準決勝、決勝:有料

### 試合会場
1回戦
- 上野運動公園競技場
- ひたちなか市総合運動公園陸上競技場
- 鹿児島県立鴨池陸上競技場
- 神戸総合運動公園ユニバー記念競技場

2回戦
- 加古川運動公園陸上競技場
- 水戸市立競技場
- ひたちなか市総合運動公園陸上競技場
- 神戸総合運動公園ユニバー記念競技場

3回戦
- Jヴィレッジ スタジアム
- 岡山県美作ラグビー・サッカー場
- 広島スタジアム
- ひたちなか市総合運動公園陸上競技場

準々決勝
- Jヴィレッジ
- 広島スタジアム

準決勝
- 神戸総合運動公園ユニバー記念競技場

決勝
- 国立霞ヶ丘競技場陸上競技場

## 結果

### 1回戦
| 2006年12月10日 11:00 |

| 名古屋FCレディース | 0 - 3 | 吉備国際大学女子サッカー部                    |
|                    |       | 西田明美 10分 · 伊井清乃 13分 · 小坂玲那 53分 |

| 上野運動公園競技場 |

| 2006年12月10日 13:30 |

| FC adooma | 0 - 4 | 早稲田大学体育局ア式蹴球部女子                               |
|           |       | 渡辺夏奈 3分 · 佐藤衣里子 28分 · 堂下弥里 30分 · 後藤史 41分 |

| ひたちなか市総合運動公園陸上競技場 |

| 2006年12月10日 11:00 |

| リベルタ徳島FC | 0 - 6 | 鹿児島鴨池フットボールクラブ アサヒナ                                       |
|                |       | 桜井みゆき 47分 · 中村麻衣 57分, 64分, 68分 · 濵田恵里奈 62分 · 直原愛 70分 |

| 鹿児島県立鴨池陸上競技場 |

| 2006年12月10日 13:30 |

| 神村学園高等部女子サッカー部        | 3 - 1 | 神奈川大学女子サッカー部 |
| 高良亮子 19分, 76分 · 堂園彩乃 66分 |       | 永田真耶 2分             |

| 鹿児島県立鴨池陸上競技場 |

| 2006年12月10日 13:30 |

| F.C RE'VE | 0 - 14 | 日ノ本学園高等学校 |
|           |        | 塩谷真里 7分, 15分, 44分 · 井田舞佳 9分, 78分 · 田原のぞみ 30分, 49分, 64分 · 尾崎永里子 47分 · 虎尾美果 69分, 79分 · 小山季絵 74分, 77分 · 木本朋美 79分 |

| 神戸総合運動公園ユニバー記念競技場 |

| 2006年12月10日 11:00 |

| 大阪体育大学女子サッカー部   | 2 - 1 | 聖和学園高校女子サッカー部 |
| 鈴木綾 7分 · 尾原亜由香 36分 |       | 村上奈奈 55分              |

| 神戸総合運動公園ユニバー記念競技場 |

| 2006年12月10日 13:30 |

| 藤枝順心高等学校サッカー部 | 1 - 0 | 福井工業大学附属福井高校 |
| 北原佳奈 60分              |       |                          |

| 上野運動公園競技場 |

| 2006年12月10日 11:00 |

| 日テレ･メニーナ                                   | 3 - 2 (延長) | 常盤木学園高等学校              |
| 嶋田千秋 51分 · 永里亜紗乃 57分 · 岸川奈津希 92分 |              | 後藤三知 44分 · 田中明日菜 79分 |

| ひたちなか市総合運動公園陸上競技場 |

### 2回戦
| 2006年12月17日 11:00 |

| ルネサンス熊本フットボールクラブ | 0 - 2 | 吉備国際大学女子サッカー部 |
|                                  |       | 高橋奈那 5分, 18分         |

| 加古川運動公園陸上競技場 |

| 2006年12月17日 13:30 |

| 早稲田大学体育局ア式蹴球部女子 | 1 - 0 | アルビレックス新潟レディース |
| 渡辺夏奈 76分                  |       |                              |

| 水戸市立競技場 |

| 2006年12月17日 13:30 |

| ジェフユナイテッド市原・千葉 レディース                                       | 6 - 1 | 鹿児島鴨池フットボールクラブ アサヒナ |
| 石田美穂子 16分 · 吉岡六生 30分 · 清水由香 37分, 67分, 69分 · 井上由惟子 42分 |       | 荒川幸子 3分                          |

| ひたちなか市総合運動公園陸上競技場 |

| 2006年12月17日 11:00 |

| 神村学園高等部女子サッカー部 | 0 - 2 | ASエルフェン狭山FC                |
|                              |       | 菅野久美子 13分 · 関根めぐみ 64分 |

| ひたちなか市総合運動公園陸上競技場 |

| 2006年12月17日 11:00 |

| バニーズ京都サッカークラブ                   | 3 - 2 | 日ノ本学園高等学校            |
| 三浦香子 2分 · 榎木園美加 79分 · 今枝梢 79分 |       | 小山季絵 64分 · 塩谷真里 77分 |

| 神戸総合運動公園ユニバー記念競技場 |

| 2006年12月17日 13:30 |

| 大阪体育大学女子サッカー部 | 1 - 4 | 福岡J･アンクラス                                 |
| 白井杏奈 79分              |       | 堤晴菜 4分 · 光成芳恵 34分, 71分 · 川村真理 63分 |

| 神戸総合運動公園ユニバー記念競技場 |

| 2006年12月17日 11:00 |

| 大原学園JaSRA女子サッカークラブ                              | 5 - 0 | 藤枝順心高等学校サッカー部 |
| 中川千尋 2分, 58分, 71分 · 渡邊真結子 65分 · 竹内真菜美 77分 |       |                            |

| 水戸市立競技場 |

| 2006年12月17日 11:00 |

| 日テレ･メニーナ               | 2 - 0 | 清水第八スポーツクラブ |
| 原菜摘子 21分 · 嶋田千秋 61分 |       |                        |

| 加古川運動公園陸上競技場 |

### 3回戦
| 2006年12月22日 13:30 |

| 日テレ・ベレーザ                                                                                                 | 9 - 0 | 吉備国際大学女子サッカー部 |
| 近賀ゆかり 7分, 24分, 64分 · 宇津木瑠美 30分 · 大野忍 39分 · 永里優季 50分, 78分 · 澤穂希 71分 · 伊藤香菜子 75分 |       |                            |

| Jヴィレッジ スタジアム |

| 2006年12月22日 11:00 |

| 早稲田大学体育局ア式蹴球部女子 | 0 - 2 | 東京電力女子サッカー部マリーゼ  |
|                                |       | 上辻佑実 42分 · 丸山桂里奈 79分 |

| Jヴィレッジ スタジアム |

| 2006年12月22日 13:30 |

| INACレオネッサ                               | 4 - 1 | ジェフユナイテッド市原・千葉 レディース |
| ゴンサルベス 2分, 15分 · モラエス 32分, 64分 |       | 清水由香 58分                           |

| 岡山県美作ラグビー・サッカー場 |

| 2006年12月22日 11:00 |

| ASエルフェン狭山FC | 1 - 2 (延長) | 岡山湯郷Belle                   |
| 櫛笥葵 72分        |              | 田中静佳 54分 · 中田麻衣子 88分 |

| 岡山県美作ラグビー・サッカー場 |

| 2006年12月22日 13:30 |

| TASAKIペルーレFC                                        | 6 - 1 | バニーズ京都スポーツクラブ |
| 鈴木智子 15分, 44分 · 清原万里江 29分, 34分, 62分, 79分 |       | 今枝梢 1分                 |

| 広島スタジアム |

| 2006年12月22日 11:00 |

| 福岡J･アンクラス    | 2 - 3 | 伊賀フットボールクラブくノ一                |
| 川村真理 68分, 79分 |       | 村岡夏希 24分 · 堤早希 63分 · 井坂美都 64分 |

| 広島スタジアム |

| 2006年12月22日 11:00 |

| スペランツァF.C.高槻 | 0 - 2 | 大原学園JaSRA女子サッカークラブ   |
|                      |       | 津波古友美子 66分 · 楯石佳子 68分 |

| ひたちなか市総合運動公園陸上競技場 |

| 2006年12月22日 13:30 |

| 日テレ･メニーナ | 0 - 4 | 浦和レッドダイヤモンズ・レディース                |
|                 |       | 24分 (OG) · 窪田飛鳥 30分, 67分 · 保坂のどか 70分 |

| ひたちなか市総合運動公園陸上競技場 |

### 準々決勝
| 2006年12月24日 11:00 |

| 日テレ・ベレーザ                                  | 4 - 0 | 東京電力女子サッカー部マリーゼ |
| 大野忍 36分, 40分 · 荒川恵理子 61分 · 澤穂希 76分 |       |                                |

| Jヴィレッジ |

| 2006年12月24日 13:30 |

| INACレオネッサ    | 1 - 1 (延長) | 岡山湯郷Belle |
| ゴンサルベス 32分 |              | 田中静佳 3分  |
|                   | PK戦         |               |
|                   | 3 - 5        |               |

| 広島スタジアム |

| 2006年12月24日 11:00 |

| TASAKIペルーレFC              | 2 - 0 | 伊賀フットボールクラブくノ一 |
| 下小鶴綾 44分 · 阪口夢穂 88分 |       |                              |

| 広島スタジアム |

| 2006年12月24日 13:45 |

| 大原学園JaSRA女子サッカークラブ | 0 - 4 | 浦和レッドダイヤモンズ・レディース              |
|                                 |       | 木原梢 23分 · 安藤梢 56分, 80分 · 窪田飛鳥 77分 |

| Jヴィレッジ |

### 準決勝
| 2006年12月29日 12:30 |

| 日テレ・ベレーザ | 0 - 1          | 岡山湯郷Belle |
|                  | 公式記録 (PDF) | 加戸由佳 3分  |

| 神戸総合運動公園ユニバー記念競技場 観客数: 600人 |

| 2006年12月29日 10:00 |

| TASAKIペルーレFC     | 2 - 2 (延長)   | 浦和レッドダイヤモンズ・レディース |
| 下小鶴綾 89分, 109分 | 公式記録 (PDF) | 北本綾子 9分 · 若林エリ 106分      |
|                      | PK戦           |                                    |
|                      | 4 - 3          |                                    |

| 神戸総合運動公園ユニバー記念競技場 観客数: 600人 |

### 決勝
| 2007年1月1日 10:30 |

| 岡山湯郷Belle | 0 - 2          | TASAKIペルーレFC   |
|               | 公式記録 (PDF) | 鈴木智子 9分, 38分 |

| 国立霞ヶ丘陸上競技場 観客数: 15,050人 主審: 深野悦子 |